# Chernes
Chernes es una género de arácnido  del orden Pseudoscorpionida de la familia Chernetidae.

## Especies
Las especies de este género son:
- Chernes amoenus (Hoff, 1963)
- Chernes armenius (Beier, 1929)
- Chernes beieri Harvey, 1991
- Chernes cavicola G. Joseph, 1882
- Chernes cimicoides (Fabricius, 1793)
- Chernes denisi Vachon, 1937
- Chernes ewingi (Hoff, 1949)
- Chernes gobiensis Krumpál & Kiefer, 1982
- Chernes graecus Beier, 1932
- Chernes hahnii (C. L. Koch, 1839)
- Chernes hispaniolicus Beier, 1976
- Chernes horvathii Daday, 1889
- Chernes iberus L. Koch, 1873
- Chernes lymphatus (Hoff, 1949)
- Chernes mongolicus Beier, 1973
- Chernes montigenus (Simon, 1879)
- Chernes nigrimanus Ellingsen, 1897
- Chernes rhodinus Beier, 1966
- Chernes sanborni Hagen, 1868
- Chernes similis (Beier, 1932)
- Chernes sinensis Beier, 1932
- Chernes vicinus (Beier, 1932)
- Chernes zavattarii Caporiacco, 1941